# Jerzmanice-Zdrój

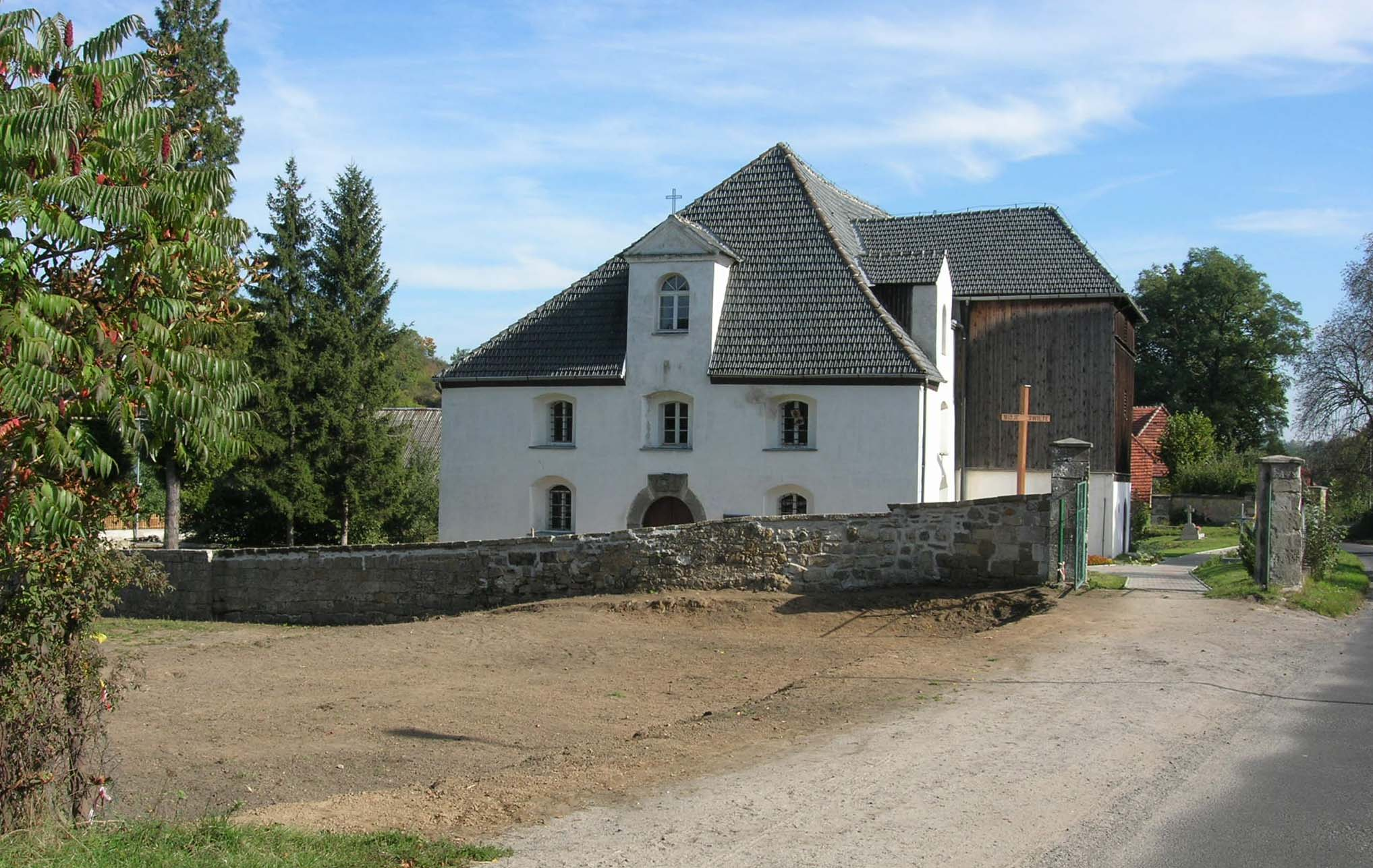
Filialkirche St. Antonius

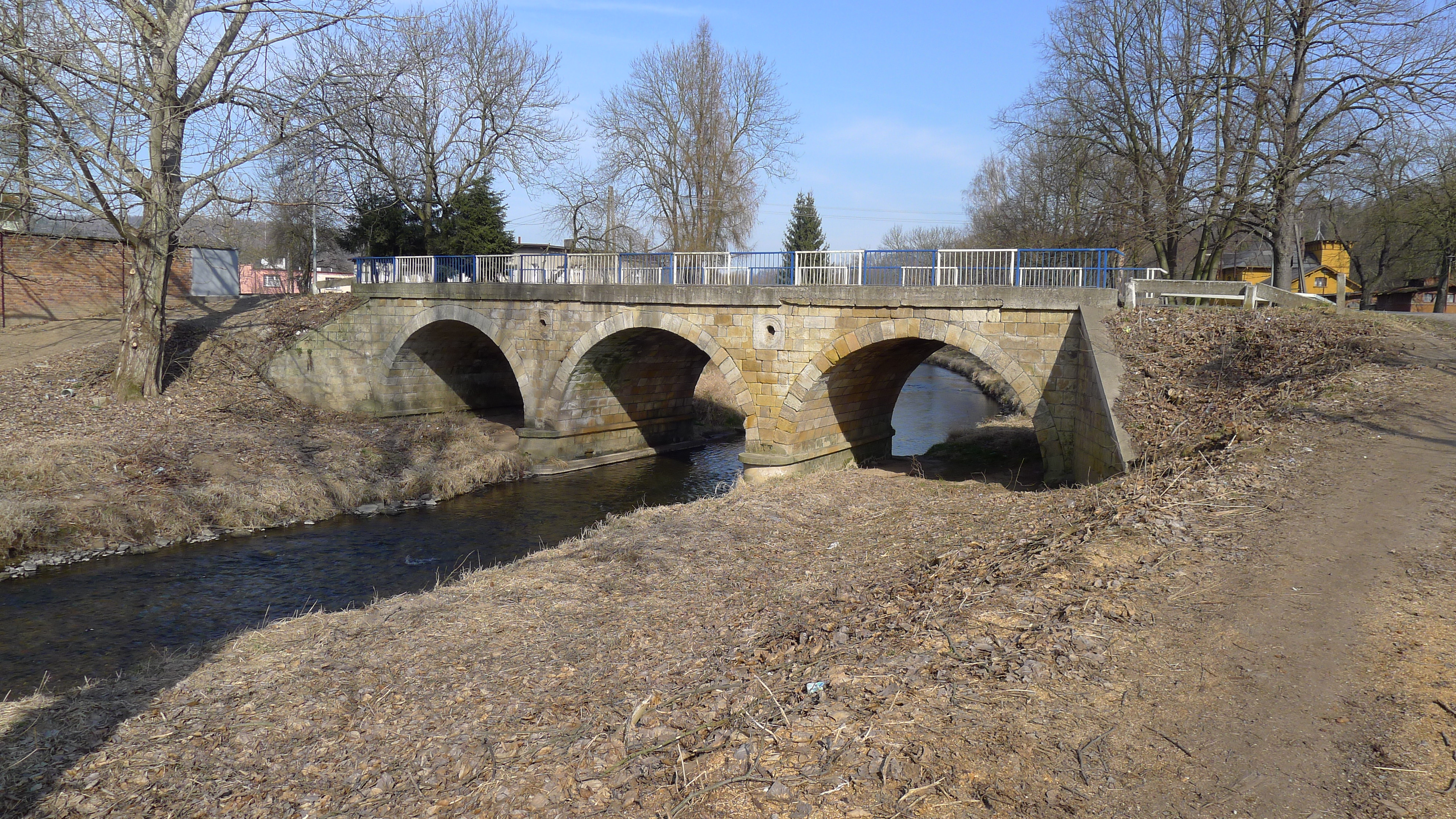
Brücke über die Katzbach

Jerzmanice-Zdrój (deutsch Hermsdorf an der Katzbach, auch Goldbergisch Hermsdorf) ist ein Dorf in der Landgemeinde Złotoryja (Goldberg) im Powiat Złotoryjski der Woiwodschaft Niederschlesien in Polen.

## Geographie
Jerzmanice liegt im Bober-Katzbach-Gebirge an der Kaczawa (Katzbach), etwa fünf Kilometer südwestlich von Złotoryja (Goldberg).

## Geschichte
Erste Siedlungsfunde stammen aus dem Neolithikum. 1925 wurde eine Steinaxt ausgegraben. Die frühe Besiedlung erfolgte nach dem Fund von Kupfererzen.
Hermsdorf wurde 1253 als „Hermanstorph“ erstmals urkundlich erwähnt. Es gehörte zum 1248 gebildeten Herzogtum Liegnitz, mit dem es 1329 als ein Lehen an die Krone Böhmen fiel. In den Dokumenten des Bistums Breslau erscheint Hermsdorf erstmals im Jahr 1339. 1527 gelangte die Reformation in das Herzogtum Liegnitz. Nachfolgend wurde das Hermsdorfer Gotteshaus den Protestanten übergeben. Im 16. Jahrhundert sind hier die Adelsgeschlechter Bock und von Schindler belegt. 1541 wurde das Schloss errichtet und 1599 eine Mühle.
1675 fiel mit dem Tod des letzten Liegnitzer Herzogs Georg Wilhelm I. Hermsdorf zusammen mit dessen Herzogtümern Liegnitz, Brieg und Wohlau als erledigtes Lehen an die Krone Böhmen. Nach dem Ersten Schlesischen Krieg 1742 fiel es zusammen mit dem größten Teil Schlesiens an Preußen. Für das Jahr 1789 sind in Hermsdorf belegt: das Schloss, zwei Gutshöfe, die evangelische Kirche mit dem Pfarrhaus, eine Wassermühle, eine Schenke, eine Schmiede und 98 Wohnhäuser. In den Napoleonischen Kriegen fand in Hermsdorf und Umgebung die Schlacht an der Katzbach statt. Nach der Neugliederung Preußens gehörte Hermsdorf ab 1815 zur Provinz Schlesien und war von 1816 bis 1932 dem Landkreis Goldberg-Haynau eingegliedert, der 1933 zum Landkreis Goldberg vereint wurde, mit dem Hermsdorf bis 1945 verbunden blieb.
1874 wurde der Amtsbezirk Hermsdorf a. d. Katzbach errichtet, der aus den Landgemeinden Hermsdorf und Taschenhof sowie den gleichnamigen Gutsbezirken bestand. Zugleich wurde Hermsdorf in „Goldbergisch Hermsdorf“ umbenannt. 1931 wurde als amtlicher Ortsname wiederum Hermsdorf a. d. Katzbach eingeführt.
Als Folge des Zweiten Weltkriegs fiel Hermsdorf 1945 zusammen mit dem größten Teil Schlesiens an Polen. Nachfolgend wurde es in „Jerzmanice-Zdrój“ umbenannt. Die deutsche Bevölkerung wurde weitgehend vertrieben. Die neu angesiedelten Bewohner waren teilweise Zwangsumgesiedelte aus Ostpolen, das an die Sowjetunion gefallen war.

## Demographie
In Jerzmanice-Zdrój wohnen ca. 770 Personen. Es ist das viertgrößte Dorf in der Landgemeinde Złotoryja. Die Mehrheit der Bevölkerung sind Katholiken (ca. 90 %). Die Geburtenrate ist sehr niedrig.

## Verkehr
Die Bahnstrecke von Legnica über Złotoryja nach Jerzmanice-Zdrój soll bis 2028 wieder für den Personenverkehr eröffnet werden.